# Argema virescens
Argema virescens är en fjärilsart som beskrevs av Clayton Dissinger Mell 1950. Argema virescens ingår i släktet Argema och familjen påfågelsspinnare. Inga underarter finns listade i Catalogue of Life.